# 1618
Реформація •  Епоха великих географічних відкриттів •  Ганза •  Нідерландська революція •  Річ Посполита •  Запорозька Січ

## Геополітична ситуація
Османську імперію очолює Осман II (до 1622). Під владою османського султана перебувають Близький Схід та Єгипет, Середземноморське узбережжя Північної Африки, частина Закавказзя, значні території в Європі: Греція, Болгарія та Сербія. Васалами османів є Волощина та Молдова.
Священна Римська імперія — наймогутніша держава Європи. Її територія охоплює, крім німецьких земель, Угорщину з Хорватією, Богемію, Північну Італію. Її імператором є Матвій з родини Габсбургів (до 1619). Король Богемії та Угорщини — Фердинанд II Габсбург (до 1637).
Габсбург Філіп III Благочестивий є королем Іспанії (до 1621) та Португалії. Йому належать Іспанські Нідерланди, південь Італії, Нова Іспанія, Нова Гранада та Нова Кастилія в Америці, Філіппіни. Португалія, попри правління іспанського короля, залишається незалежною. Вона має володіння в Бразилії, в Африці, в Індії, на Цейлоні, в Індійському океані й Індонезії.
Північ Нідерландів займає Республіка Об'єднаних провінцій. Король Франції — Людовик XIII Справедливий (до 1643). Королем Англії є Яків I Стюарт (до 1625). Король Данії та Норвегії — Кристіан IV Данський (до 1648), Швеції — Густав II Адольф (до 1632). На Апеннінському півострові незалежні Венеціанська республіка та Папська область.
Королем Речі Посполитої, якій належать українські землі, є Сигізмунд III Ваза (до 1632). На півдні України існує Запорозька Січ.
Царем Московії є Михайло Романов (до 1645). Існують Кримське ханство, Ногайська орда.
Шахом Ірану є сефевід Аббас I Великий (до 1629).
Значними державами Індостану є Імперія Великих Моголів, Біджапурський султанат, султанат Голконда, Віджаянагара. У Китаї править династія Мін. В Японії триває період Едо.

## Події

### В Україні
- Виступ населення Києва проти греко-католицького намісника Антонія Грековича.
- Морський похід козаків, веде нереєстровий гетьман Дмитро Барабаш. Спалили стамбульські передмістя, але мусили відступити. Іскандер-паша пішов походом в Україну, але дійшовши до Поділля та не маючи на більше сил, уклав з козаками мир у вересні в Буші. Це коштувало гетьману булави.
- Петро Конашевич-Сагайдачний на чолі 20-тисячного козацького корпусу вирушив походом на допомогу королевичу Владиславу під Москву.

### У світі

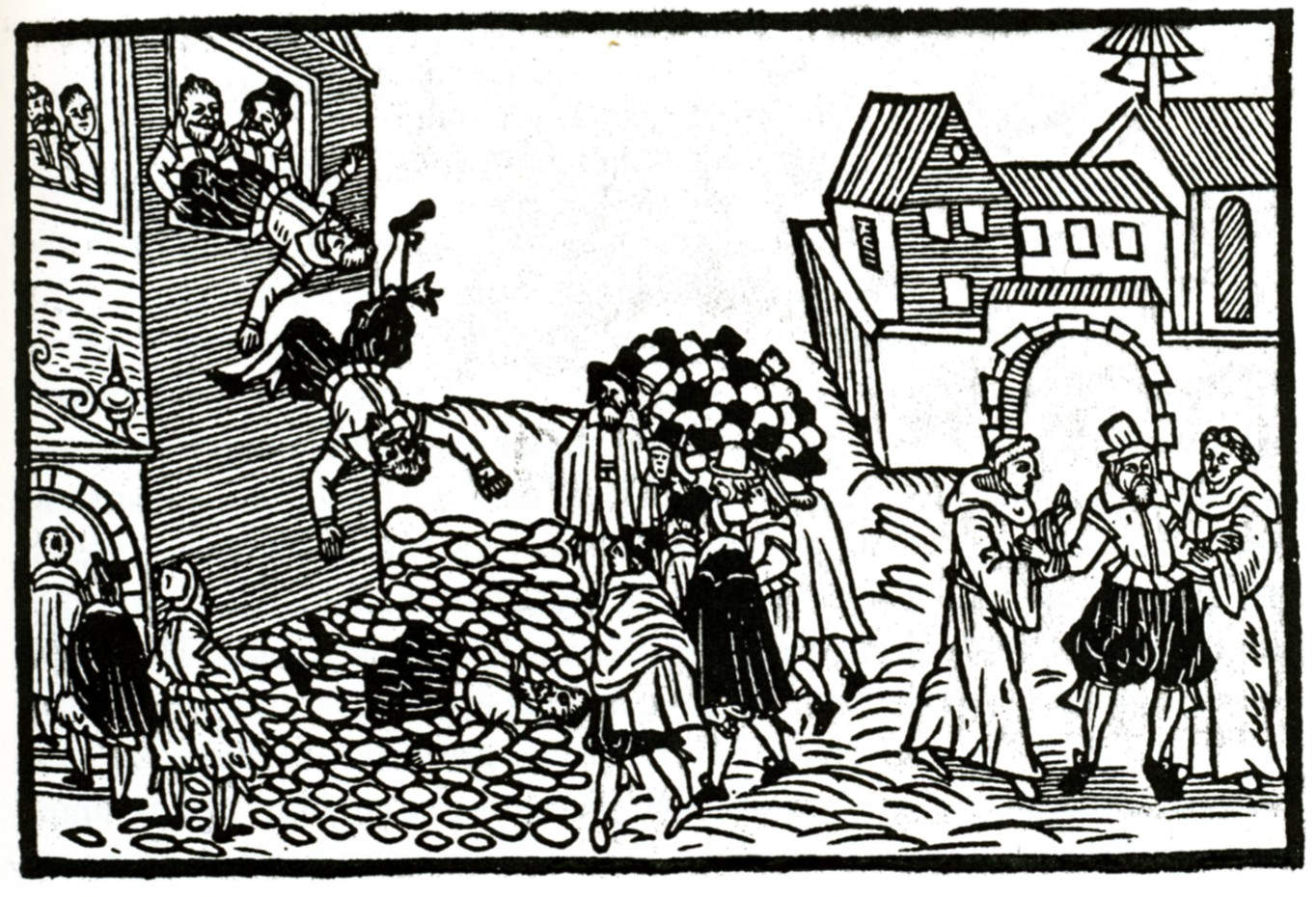
Празька дефенестрація.

- У Могильові піднявся бунт проти греко-католицького єпископа Йосафата.
- Укладено Деулінське перемир'я між Московщиною та Річчю Посполитою. Річ Посполита зберегла за собою Смоленськ та Чернігів.
- Осман II змістив свого душевно хворого дядька Мустафу I з трону османського султана.
- Бранденбург і Пруссія об'єдналися в Бранденбург-Пруссію.
- 23 травня відбулася друга празька дефенестрація — представників короля Фердинанда II Габсбурга викинули з вікна Празько граду в купу гною. Як наслідок у Священній Римській імперії почалась Тридцятирічна війна, корені якої лежали у релігійній ворожнечі між католиками і протестантами.
- Загін протестантів Ернста Мансфельда захопив Плзень.
- Фердинанд II Габсбург став королем Угорщини.
- Гамбург проголошено вільним містом.

- У Нідерландах:
  - Моріц Оранський заарештував своїх супротивників із табору армініанів Йогана ван Ольденбарневельта та Гуго Гроція.
  - У Дортрехті відбувся церковний собор протестантів, що засудив погляди армініанів.
- Сефевідська Персія та Османська імперія відновили між собою мир на умовах аналогічних миру 1612 року. Османи втратили Закавказзя.

## Наука та культура
- 15 травня німецький астроном Йоганн Кеплер сформулював три закони руху планет (закони Кеплера).
- Збудовано один із перших критих театрів — театр Фарнезе.
- Китайське посольство завезло в Москву чай.

## Народились
- 1 січня — Бартоломео Естебан Мурільйо, іспанський художник

## Померли
- 7 червня — у віці 40 років помер Томас Вест, 12-й барон Делавер, один з засновників перших англійських поселень у Північній Америці
- 29 жовтня — У Лондоні страчено англійського мореплавця, драматурга, історика 64-річного сера Волтера Релі.